# Sukhoi Su-47
Sukhoi Su-47 Berkut (tên tiếng Nga: Су-47 "Беркут" -  "Đại bàng Vàng" ), cũng được định danh là S-32 và S-37 trong quá trình phát triển đầu tiên, là một máy bay phản lực chiến đấu siêu thanh thực nghiệm do Tập đoàn Hàng không Sukhoi phát triển. Tên ký hiệu của NATO của loại máy bay này là "Firkin". Một đặc điểm dễ phân biệt của Sukhoi Su-47 là cánh cụp phía trước, tương tự như cánh loại Grumman X-29. Cái tên Berkut đã được đặt thêm cho Su-47 từ năm 2002, cho thấy loại máy bay này đã chuyển sang giai đoạn sẵn sàng sản xuất, và có lẽ nó sẽ được thiết kế lại nhiều (như một phần trong chương trình Sukhoi PAK FA) của Sukhoi) trước khi công việc sản xuất hàng loạt được bắt đầu. Tên định danh Su-47 có thể hoặc không được dùng lại cho thiết kế PAK FA.

## Lịch sử
Ban đầu được gọi là S-37, Sukhoi đã tái định danh chiếc máy bay thử nghiệm hiện đại của mình thành Su-47 năm 2002. Sự thay đổi phản ánh quyết định của công ty về việc tiếp thị mẫu thiết kế như một máy bay chiến đấu chứ không còn là một nguyên mẫu thực nghiệm nữa. Su-47 cũng thường được gọi là Berkut (Đại bàng Vàng), S-37 ban đầu được chế tạo làm loại máy bay thí nghiệm các vật liệu composite cũng như các hệ thống điều khiển fly-by-wire phức tạp của Nga. Chiếc máy bay này sử dụng cánh nghiêng phía trước cho phép nó có được khả năng thao diễn tuyệt vời cũng như các góc hoạt động và tấn công lên tới 45° hay hơn nữa.
TsAGI từ lâu đã biết về tính năng ưu việt của các loại cánh nghiêng phía trước, với việc nghiên cứu gồm cả việc phát triển Tsibin LL và xem xét chiếc Junkers Ju 287 bắt được trong thập kỷ 1940. Các loại cánh nghiêng phía trước có lực cản sóng (wave drag) thấp hơn, giảm mô-men uốn, và giúp máy bay ít chòng chành hơn so với các hình dạng cánh máy bay quy ước. Không may thay, cánh nghiêng phía trước cũng gây ra tình trạng xoắn (phân bố lực không đều) đủ mạnh để làm gãy cánh máy bay nếu chúng chỉ được chế tạo bằng vật liệu quy ước. Chỉ những vật liệu composite mới được khám phá gần đây mới giúp đưa ý tưởng loại cánh nghiêng phía trước trở thành hiện thực.
Giống như đối thủ phương Tây của mình, loại Grumman X-29, S-37 ban đầu chỉ có mục tiêu phô diễn kỹ thuật, và cũng từng được dự định trở thành loại máy bay đầu tiên trong thế hệ máy bay chiến đấu tiếp sau của Nga. Một máy bay chiến đấu như vậy không chỉ đòi hỏi phải hiện đại như F-22 Raptor của Hoa Kỳ và Eurofighter Typhoon của châu Âu, mà còn phải có tính cạnh tranh cả về chi phí với Dự án MiG 1.44/1.42 mang tính quy ước hơn của Mikoyan. Tuy nhiên, Sukhoi hiện đang nỗ lực tiếp thị loại S-37 tới quân đội Nga và các khách hàng nước ngoài với tư cách một máy bay chiến đấu sản xuất theo quyền riêng của họ. Phản ứng ban đầu không tốt, nhưng tính năng của loại máy bay này gây ấn tượng tới mức chính phủ Nga đã cung cấp đủ số vốn cần thiết cho việc thử nghiệm và thiết kế tiếp theo.

## Thiết kế
S-37 không có kích thước tương tự như các loại máy bay chiến đấu lớn của Sukhoi trước đó như Su-35. Để giảm các chi phí phát triển, S-37 mượn phần thân trước, cánh dọc, và bộ bánh đáp từ loại Su-27. Tuy nhiên, máy bay được tích hợp các đặc tính giảm khả năng bị phát hiện bởi ra-đa (gồm cả các vật liệu hấp thụ ra-đa), một khoang vũ khí trong, và khoảng không gian cần thiết cho một hệ thống ra-đa hiện đại. Dù về khái niệm tổng thế nó giống với loại máy bay nghiên cứu X-29 của Mỹ hồi thập niên 1980, S-37 có kích cỡ lớn gấp khoảng hai lần và giống với một loại máy bay chiến đấu thực sự hơn bản thiết kế của Hoa Kỳ.
Để giải quyết vấn đề phân bố lực không đều trên cánh, S-37 sử dụng các vật liệu composite đã được xử lý kỹ để chống lại hiện tượng xoắn trong khi vẫn cho phép cánh có được những tính năng khí động học ưu việt. Vì sải cánh khá lớn của nó, S-37 có lẽ sẽ được trang bị cánh gấp, nhằm tương thích với kích cỡ những nhà chứa máy bay Nga. Giống như mẫu trước của nó, S-37 Berkut sử dụng thiết kế ba tầng cánh, với cánh mũi phía trước và cánh đuôi phía sau. Khá ngạc nhiên, S-37 có hai khoang đuôi với kích thước không bằng nhau bên trên các cửa thoát khí. Khoang ngắn, ở phía trái, là nơi đặt ra-đa sau, trong khi khoang dài là nơi đặt phanh dù.
Bất kỳ loại S-37 được sản xuất nào cũng đều có khả năng mang hầu hết các loại tên lửa đang được sử dụng trong Không quân Nga và Ấn Độ, gồm cả AA-12 Adder, AA-11 Archer, và AA-10 Alamo. Dường như nó không thể mang loại tên lửa tầm dài Novator KS-172 AAM-L, được phát triển để trang bị trên loạt Su-27, MiG-31, và MiG 1.44.

## Thông tin chung

### Khả năng thao diễn
Su-47 có tính cơ động rất cao ở tốc độ siêu thanh, cho phép nó thay đổi góc tấn công và đường bay nhanh chóng trong khi vẫn giữ được tính năng thao diễn ở tốc độ siêu thanh.
Các tỷ lệ quay tối đa, và các giới hạn tốc độ không khí trên và dưới cho việc khai hỏa vũ khí, là những yếu tố quan trọng trong việc giành ưu thế trên không. Máy bay Su-47 có mức độ thao diễn rất cao trong khi vẫn giữ được sự ổn định và khả năng điều khiển ở mọi góc tấn công. Các tỷ lệ quay tối đa là yếu tố quan trọng trong không chiến tầm gần cũng như tầm trung, khi phải đối mặt với nhiều đối thủ ở các hướng khác nhau. Tỷ lệ quay cao của Su-47 cho phép phi công nhanh chóng đổi hướng máy bay sang mục tiêu tiếp sau và chuẩn bị khai hỏa vũ khí.
Cấu hình cánh ngược so với cánh xuôi cùng diện tích mang lại một số ưu điểm:
- Tỷ số lực nâng/lực cản lớn
- Khả năng thao diễn cao trong tình huống cận chiến (dogfight)
- Tầm hoạt động rộng ở tốc độ dưới âm
- Cải thiện khả năng chống thất tốc và đặc tính chống xoay
- Cải thiện độ ổn định ở các góc tấn công lớn
- Tốc độ bay hành trình tối thiểu thấp
- Khoảng cách cất, hạ cánh ngắn

### Thân
Hình cắt ngang thân Berkut hình oval và khung máy bay được chế tạo chủ yếu bằng nhôm và các hợp kim titan 13% (theo trọng lượng) vật liệu composite. Vòm mũi hơi phẳng ở phía trước, và có cạnh đứng để tăng các đặc điểm chống quay của máy bay.
Bất kỳ loại Su-47 được sản xuất nào cũng đều có khả năng mang hầu hết các loại tên lửa đang được sử dụng trong Không quân Nga và Ấn Độ, gồm cả AA-12 Adder, AA-11 Archer, và AA-10 Alamo. Dường như nó không thể mang loại tên lửa tầm dài Novator KS-172 AAM-L, được phát triển để trang bị trên loạt Su-27, MiG-31, và MiG 1.44.

### Cánh
Cánh ngược giữa thân tạo nên hình dáng khác biệt của Su-47. Phần lớn lực nâng tạo ra bởi cánh ngược xảy ra ở phần phía trong sải cánh. Lực nâng không bị hạn chế bởi hiện tượng thất tốc đầu mút cánh (wingtip stall) và do đó làm giảm sự xuất hiện của các xoáy cảm ứng tại đầu mút cánh. Cánh liệng duy trì được độ hiệu quả ở góc tấn lớn, khả năng điều khiển bay được duy trì tốt ngay cả khi xảy ra hiện tượng tách dòng trên bề mặt cánh.
Các dầm cánh được chế tạo gần 90% vật liệu composite. Cánh giữa nghiêng phía trước có tỷ lệ hướng (aspect ratio) cao, góp phần tăng tính năng hoạt động tầm xa. Phần phía trước cánh lượn nhẹ vào các rầm cánh, chúng được lắp đặt các tấm có thể đổi hướng ở phần trước; cánh nắp (flap) và cánh nhỏ trên phần lái đuôi. Cánh mũi di chuyển mọi hướng diện tích nhỏ hình thang được nối với phần kéo dài của gờ trước cánh.
Nhược điểm của kiểu thiết kế cánh đó là nó tạo ra các lực quay mạnh có thể làm cánh gãy khỏi thân, đặc biệt khi hoạt động ở tốc độ cao. Lực xoắn này đòi hỏi phải sử dụng một lượng lớn vật liệu composite nhằm tăng sức bền và tuổi thọ cánh. Dù vậy, ban đầu máy bay bị hạn chế ở tốc độ Mach 1.6. Những sửa đổi kỹ thuật gần đây đã giúp tăng giới hạn này, nhưng mức giới hạn mới vẫn chưa được xác định.

### Động cơ chỉnh hướng - Thrush Vector
Dù không phải là kỹ thuật mang tính cách mạng, hệ thống (với kiểu biến cải động cơ PFU) từ -20° tới +20° ở 30°/giây theo cả hai hướng dọc và ngang (in pitch and yaw) giúp tăng đáng kể tính cơ động có được của kiểu cánh nghiêng phía trước.

### Buồng lái
Thiết kế buồng lái nhấn mạnh trên sự tiện lợi cho phi công và giúp phi công có khả năng kiểm soát máy bay khi thao diễn ở mức độ gia tốc trọng trường cực lớn. Máy bay được trang bị một ghế phóng mới và hệ thống hỗ trợ cứu nạn. Ghế phóng thay đổi hình dạng thích ứng nghiêng một góc 60°, làm giảm tác động của các lực g lên phi công. Ghế cho phép máy bay thao diễn chiến đấu trong các trận đánh hỗn loạn với tác động lực g giảm thiểu. Phi công Su-47 sử dụng thanh điều khiển biên, tốc độ chậm và một bộ điều khiển lực phụt kiểu cảm biến độ căng (tensiometric throttle control).

## Quốc gia sử dụng
Nga
- Không quân Nga

## Đặc điểm kỹ thuật (Su-47)

### Đặc điểm riêng
- Phi đoàn: 1
- Chiều dài: 22.6 m (74 ft 2 in)
- Sải cánh: từ 15.16 m đến 16.7 m (49 ft 9 in to 54 ft 9 in)
- Chiều cao: 6.3 m (20 ft 8 in)
- Diện tích: 666 ft² (203 m²)
- Trọng lượng rỗng: 36.100 lbs (16375 kg)
- Trọng lượng cất cánh: 55.115 lb (25.000 kg)
- Trọng lượng cất cánh tối đa: 77.162 lbs (35.000 kg)
- Động cơ: 2x động cơ phản lựa tuabin cánh quạt Lyulka AL-37FU điều khiển số, **Công suất thực: 83.4 kN (18.700 lbf) mỗi chiếc
  - Công suất khi đốt nhiên liệu lần 2: 142.2 kN (32.000 lbf) mỗi chiếc
  - Hướng phụt: 20° tới +20° ở 30°/giây theo cả hai hướng dọc và ngang

### Hiệu suất bay
- Vận tốc cực đại: Mach 2.1 (2.200 km/h, 1400 mph), Mach 1.35 (1.400 km/h, 870 miles) trên biển
- Tầm bay: 3.300 km (2.050 mi)
- Trần bay: 18.000 m (59.050 ft)
- Vận tốc lên cao: 230 m/s (45.300 ft/min)
- Lực nâng của cánh: 79.4 lb/ft² (36 kg/m²)
- Lực đẩy/trọng lượng: N/A

### Vũ khí
- 1x pháo GSh-30-1 30 mm với 150 viên đạn
- Tên lửa: 14 giá treo vũ khí (2 đầu cánh, 6-8 dưới cánh, 4-6 dưới thân)
  - Không đối không: R-77, R-77PD, R-73, K-74
  - Không đối đất: X-29T, X-29L, X-59M, X-31P, X-31A, KAB-500, KAB-1500

## Nội dung liên quan

### Máy bay có tính năng tương đương
- X-29
- Dự án MiG 1.44
- Eurofighter Typhoon
- F-22 Raptor
- J-XX
- Dassault Rafale